# 德國黑白紅旗
德國黑白紅旗（德語：Schwarz-Weiß-Rot）是德国在1867至1918年和1933至35年间的国旗。它從北德意志邦聯時期開始使用，是普魯士國旗和漢薩同盟各城市旗幟的結合。這面旗幟最初作為1867年成立的北德意志聯邦旗幟。後來普法戰爭後，德意志帝國成立，帝國繼續使用它直到1918年至1919年的德國革命。此後魏瑪共和國的成立，沒有將其用作國旗，儘管它仍在在國防軍內部使用。1933年3月納粹黨在選舉中獲勝後，德國總統保羅·馮·興登堡立即通過法令恢復了這面旗幟作為德國的共同官方旗幟。1935年，也就是興登堡去世一年後，帝國國旗不再使用，取而代之的是黑白红相間的卐字旗。
然而黑白紅的元素仍在納粹的設計和宣傳中大量使用，例如铁十字勋章和绶带，納粹的國旗也取自這三個顏色。
在第二次世界大戰期間，蘇聯的德國流亡者將其作為自由德意志國家的新旗幟。正因為如此，二戰後東德差点採用了帝國國旗作為自己的國旗。由於現代德國禁止使用萬字符旗，許多德國新納粹分子轉而採用了帝國國旗；另外近年主張恢復德國帝制的極右派組織「帝国公民」亦有使用此旗。然而這面旗幟最初從未有任何種族主義或反猶太主義的含義，儘管它曾在納粹德國短暫使用過。

## 圖集

### 旗幟淵源

從12世紀到1350年左右的神聖羅馬帝國國旗
呂貝克與漢薩同盟城市的紋章，白色和紅色作為帝國鷹的胸甲
条顿骑士团旗帜
霍亨索倫家族紋章
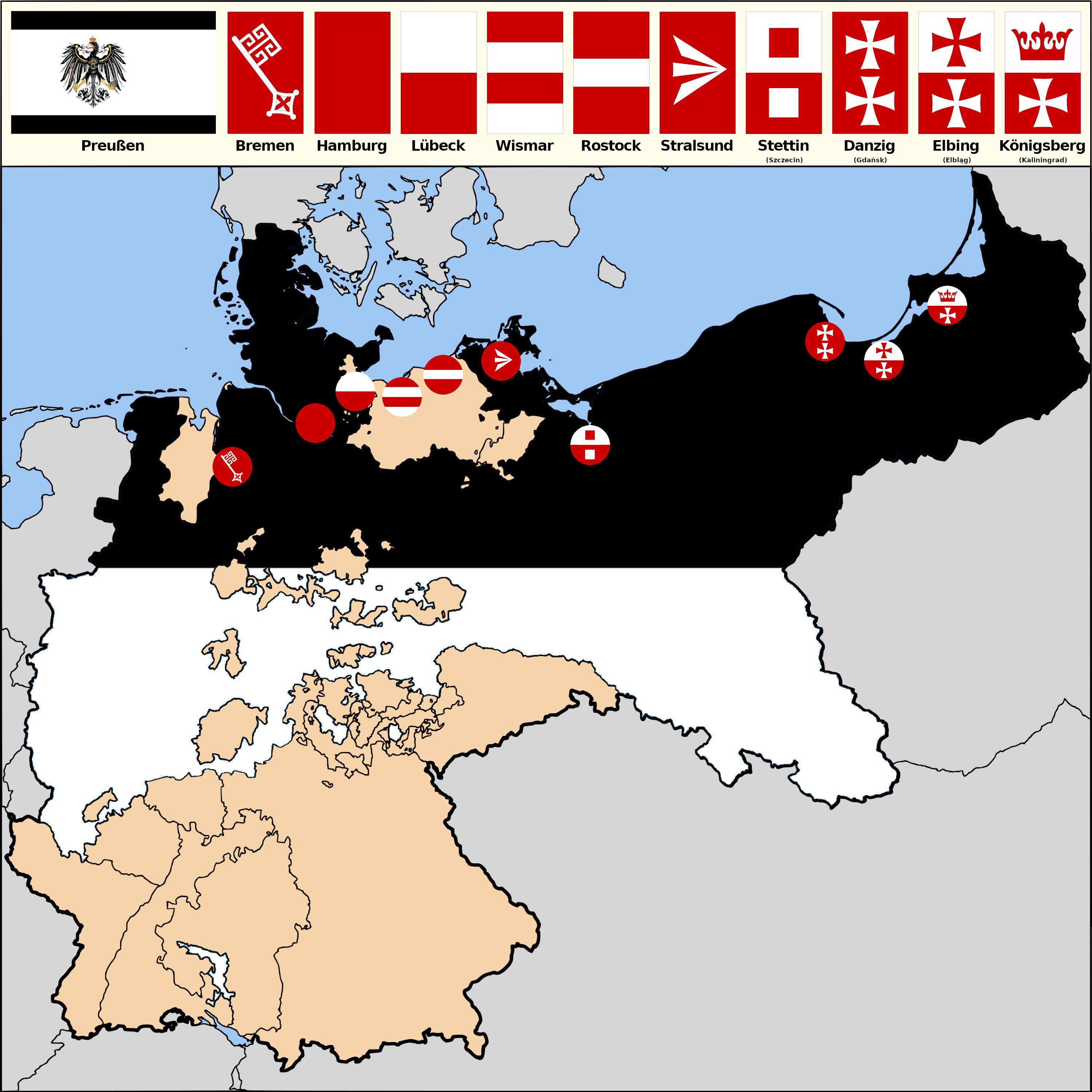
普魯士王國和沿海諸漢薩城市的旗幟結合

### 近代德國國旗

德國軍旗（1867–1892）
德意志殖民帝國國旗（1907–1919）
德屬東非總督旗(1891-1893)及膠州灣租借地總督旗(1898-1914)
德國軍旗（1921–1933）
德國國旗（1867–1919；1933–1935）

### 三色旗的其他使用

德國海上救援協會的logo
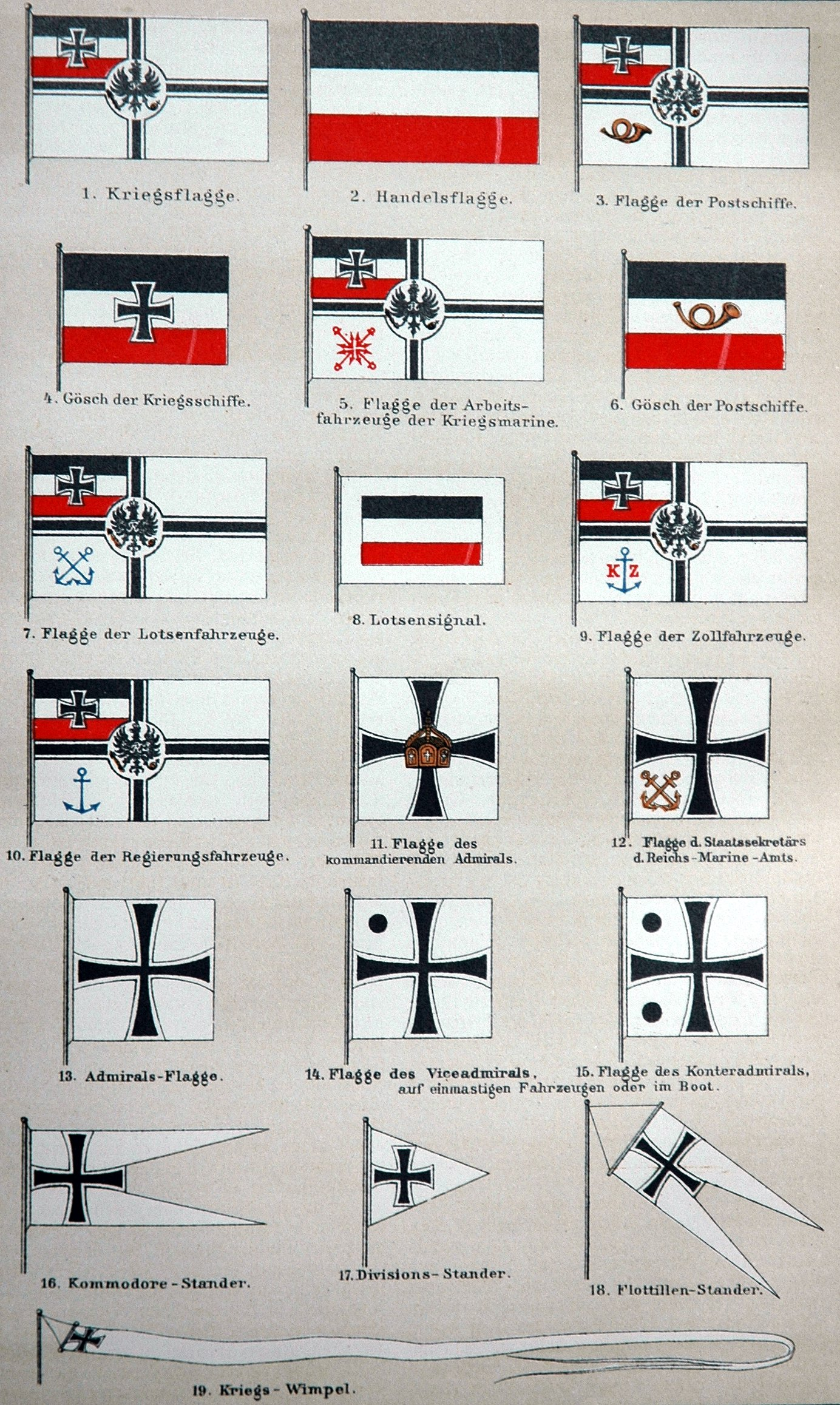
德意志帝國海軍的旗幟，基於北德意志邦聯的海軍旗幟
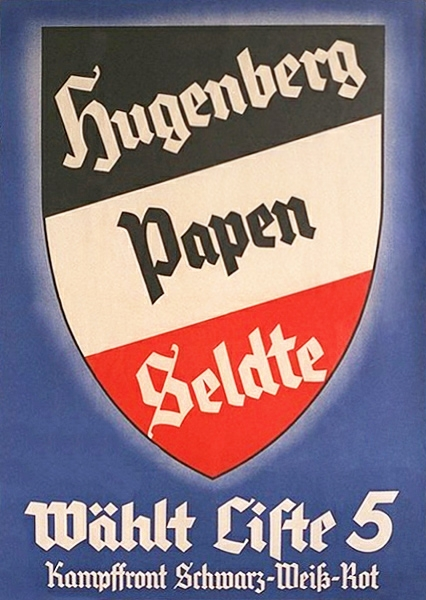
1932年的黑白紅戰線的選舉海報
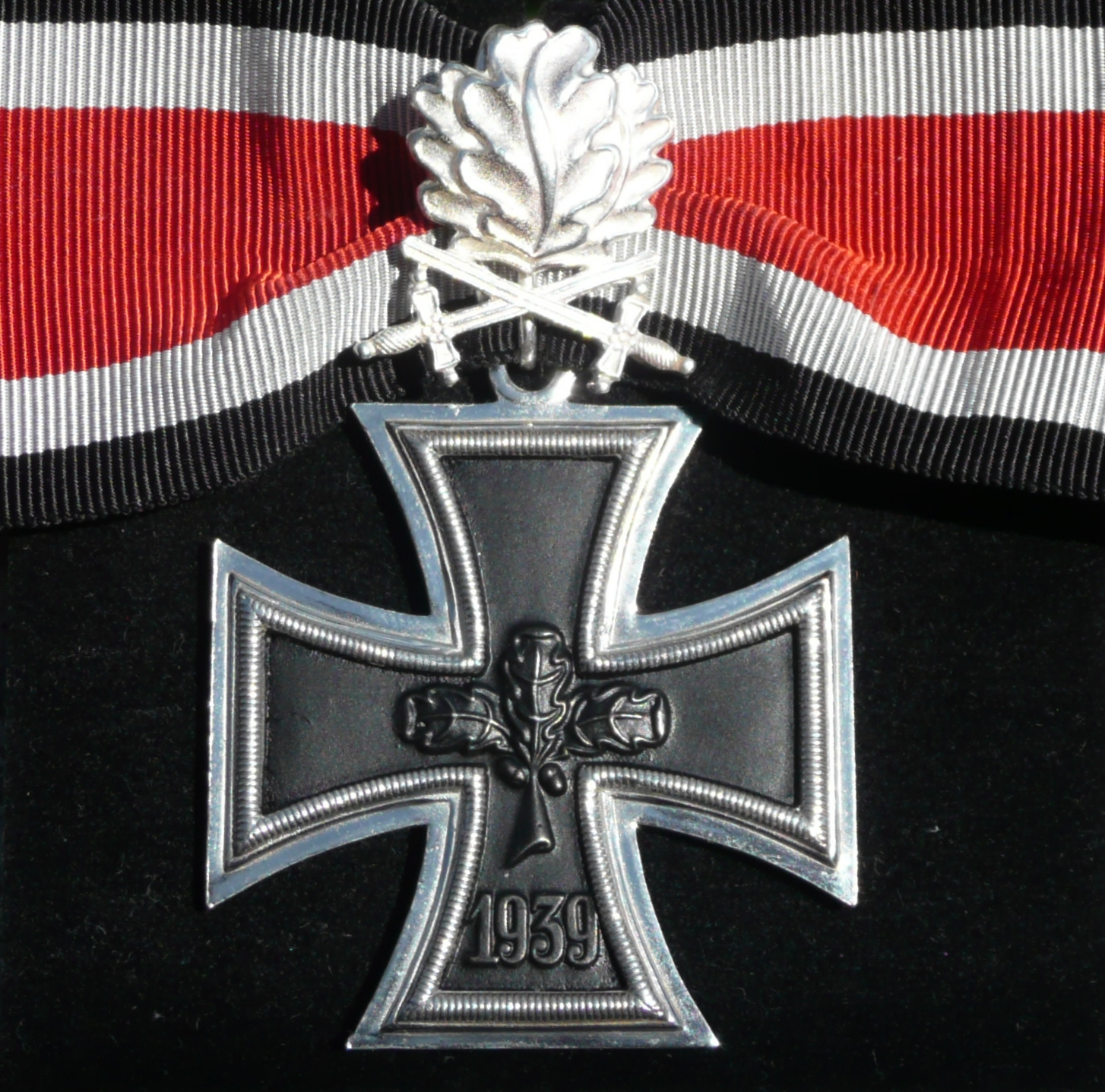
二戰後聯邦德國政府向二戰老兵換發的1957版骑士带橡叶铁十字勋章
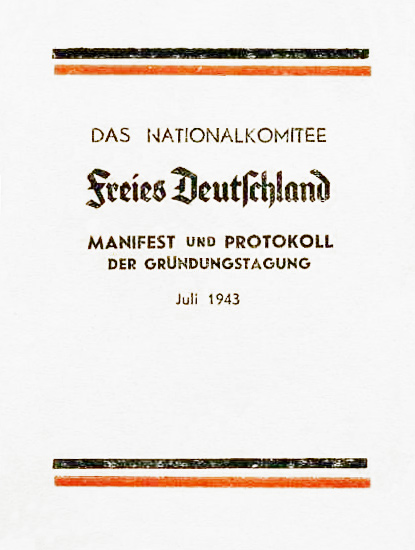
二战中在苏联进行反法西斯斗争的自由德意志国家委员会的小册子，该组织即以黑白红为旗帜
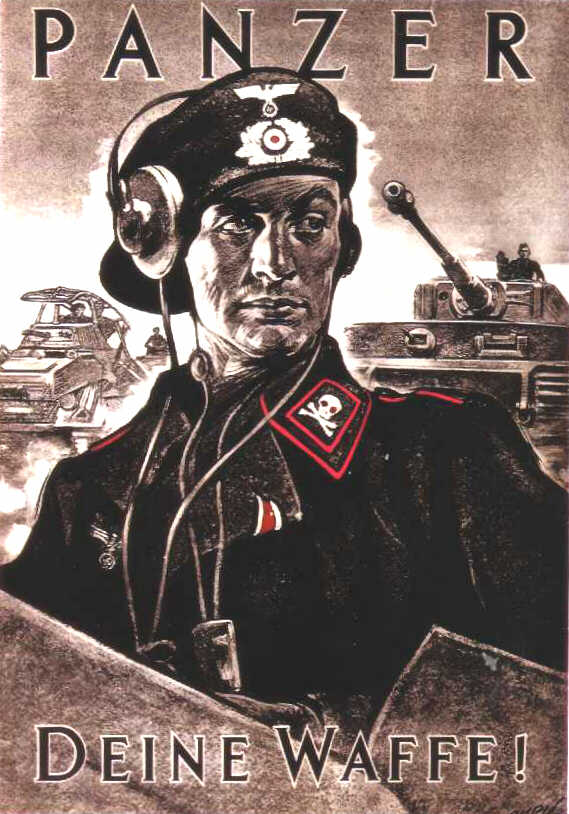
纳粹德国时期的宣传海报